# Estadio Marcantonio Bentegodi
El Estadio Marcantonio Bentegodi es un estadio multipropósito, pero principalmente dedicado a la práctica del fútbol, situado en la ciudad de Verona, en la región del Véneto en Italia. Sirve de sede habitual al Hellas Verona. Su dirección es Piazzale Olimpia, 37128 Verona.

## Historia
Fue inaugurado el 15 de diciembre de 1963, a fin de reemplazar al viejo "Estadio Comunal de Verona" ubicado en la zona de Piazza Cittadella. Lleva el nombre de "Marcantonio Bentegodi" en memoria del benefactor histórico del deporte veronés del siglo XIX.

### Copa Mundial de Fútbol de 1990
En este estadio se jugaron los siguientes encuentros de la Copa Mundial de Fútbol de 1990:
- Primera ronda (Grupo E):
  - Bélgica v/s Corea del Sur
  - Bélgica v/s Uruguay
  - España v/s Bélgica
- Octavos de final: Yugoslavia v/s España

| 12 de junio de 1990, 17:00 | Bélgica                 | 2:0 (0:0) | Corea del Sur |                                                                    |                                                                    |
|                            | Degryse 53' de Wolf 64' |           |               | Asistencia: 32.790 espectadores Árbitro(s): Mauro (Estados Unidos) | Asistencia: 32.790 espectadores Árbitro(s): Mauro (Estados Unidos) |

| 17 de junio de 1990, 21:00 | Bélgica                               | 3:1 (2:0) | Uruguay        |                                                                                       |                                                                                       |
|                            | Clijsters 16' Scifo 22' Ceulemans 48' |           | Bengoechea 74' | Asistencia: 33.759 espectadores Árbitro(s): Siegfried Kirschen (Alemania Democrática) | Asistencia: 33.759 espectadores Árbitro(s): Siegfried Kirschen (Alemania Democrática) |

| 21 de junio de 1990, 17:00 | España                   | 2:1 (2:1) | Bélgica      |                                                                      |                                                                      |
|                            | Míchel 20'(p) Gorriz 38' |           | Vervoort 28' | Asistencia: 35.950 espectadores Árbitro(s): Juan Laustau (Argentina) | Asistencia: 35.950 espectadores Árbitro(s): Juan Laustau (Argentina) |

| 26 de junio de 1990, 17:00 | Yugoslavia         | 2:1 (0:0, 0:0) | España            |                                                                         |                                                                         |
|                            | Stojković 78', 92' |                | Julio Salinas 83' | Asistencia: 35.500 espectadores Árbitro(s): Aron Schmidhuber (Alemania) | Asistencia: 35.500 espectadores Árbitro(s): Aron Schmidhuber (Alemania) |

- Datos: Q737093
- Multimedia: Stadio Marcantonio Bentegodi (1963) / Q737093